# CVC Brasil
A CVC CORP é uma holding de empresas do ramo de turismo fundada e sediada na cidade de Santo André, estado de São Paulo. A empresa surgiu em 1972 com a fundação da Agência de Viagens CVC, sendo reestruturada em 2009 quando abriu seu capital e tornou-se uma holding.
Nos anos seguintes, diversas operadoras turísticas e agência de viagens foram compradas e incluídas ao grupo. Atualmente, a CVC CORP é a maior operadora de turismo da América Latina com operações e negócios baseados no Brasil e na Argentina.

## História

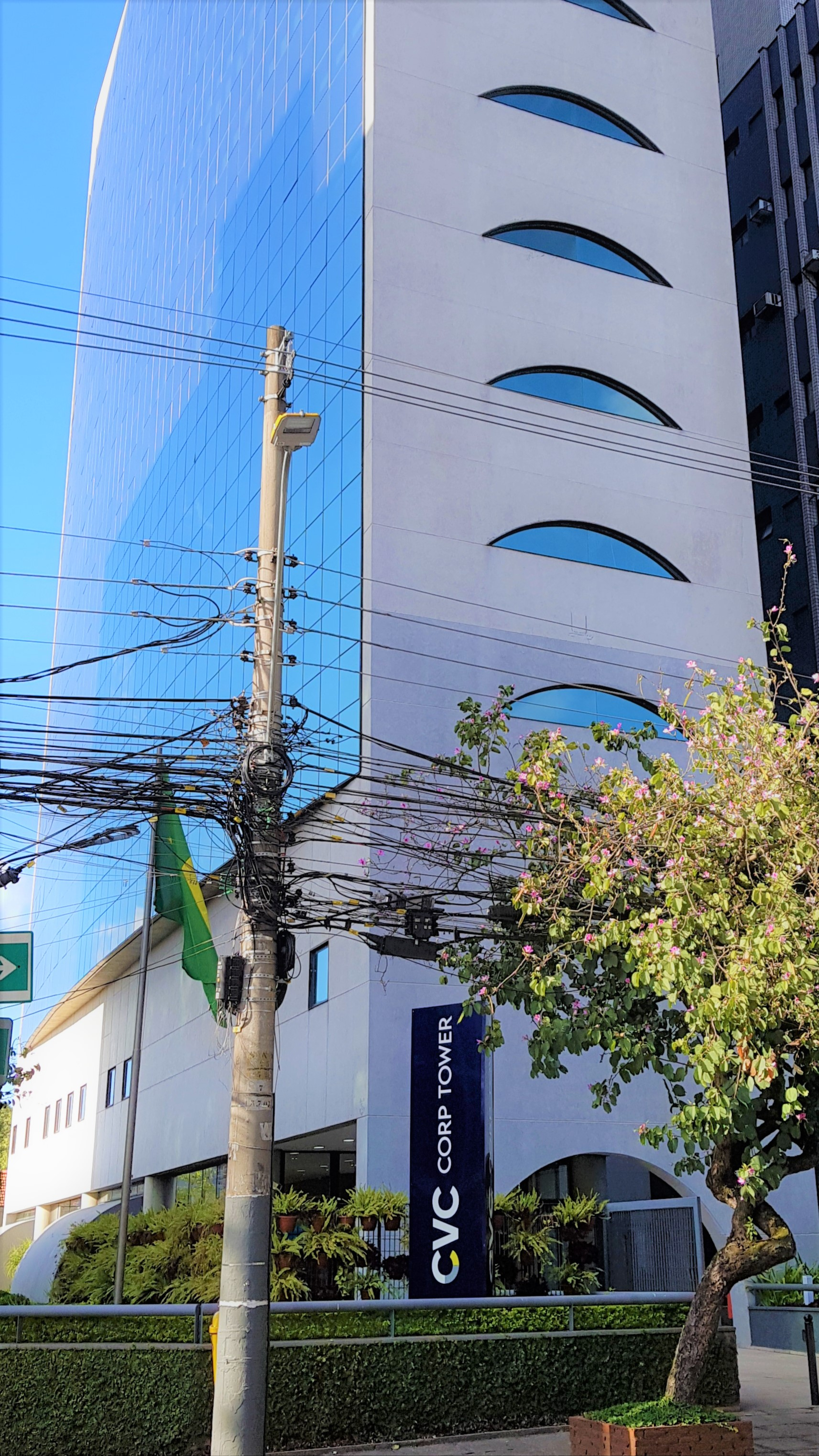
Sede da CVC CORP em Santo André, SP

Em 1972, foi fundada na cidade de Santo André, na região do ABC Paulista, a Agência de Viagens CVC. O negócio foi fundado em sociedade por Guilherme Paulus e Carlos Vicente Cerchiari, cujas iniciais serviram de inspiração para a marca CVC.
Ainda na década de 1970, Cerchiari deixa a sociedade que passa a ser administrada totalmente pela família Paulus. Iniciam-se ainda as primeiras organizações de grupos de viagens para os grêmios de funcionários das empresas da região do ABC, oferecendo excursões de um dia, finais de semana e viagens de férias.

### Expansão e fretamentos
Em 1983, a CVC abre suas primeiras agências fora do ABC Paulista e inicia uma série de parcerias com outras agências de viagem, vendendo seus serviços através destas agências. No final da década de 80 e início dos anos 1990, passou a fretar voos de diversas companhias aéreas para comercialização dentro de seus pacotes de viagem.
Em 1998, a CVC inaugura sua primeira agência dentro de um shopping center, dando início a uma fase de expansão e popularização da venda de viagens no varejo. Nos anos 2000, passou a fretar navios da companhia espanhola Pullmantur Cruises para cruzeiros all-inclusive pela costa brasileira.

### Compra da Webjet e venda para o Carlyle Group
Em 2007, adquiriu a companhia aérea Webjet por cerca de 45 milhões de reais, visando reduzir a dependência que possuía das demais companhias aéreas brasileiras. A Webjet foi vendida para a Gol Linhas Aéreas no ano de 2011.
No ano de 2009, a holding CVC passou por uma reestruturação, abrindo seu capital e dividindo a CVC Viagens em dois negócios: agência de viagens e operadora turística. No início do ano seguinte, a família Paulus vende 63.6% da CVC para o fundo de investimento Carlyle Group, iniciando uma nova fase de expansão e reformulação corporativa.

### Surgimento da CVC CORP
Em 2015, a CVC comprou a Submarino Viagens, do grupo B2W por 80 milhões de reais. No ano seguinte, foi comprada a Experimento Intercâmbio por 41 milhões de reais.
Ainda em 2016, o Carlyle Group colocou a sua participação na CVC a venda, chamando o banco Morgan Stanley para intermediar as negociações.
Em 2017, a CVC comprou a Visual Turismo por 67,9 milhões de reais, a consolidadora RexturAdvance, além de 90% do Grupo Trend por 258,8 milhões de reais, incorporando-os a holding. Neste mesmo ano, a CVC passa a chamar sua holding de CVC CORP após a incorporação destas cinco empresas do setor de turismo compradas anteriormente.[carece de fontes?]
Em setembro de 2022, a CVC anunciou a compra da Ôner Turismo, plataforma de agenciamento de viagens para microempreendedores.

## Empresas do grupo
- CVC Viagens
- RexturAdvance
- Trend Viagens
- Experimento Intercâmbio
- Visual Turismo
- Bibam Group (Argentina)
- Ola (Argentina)
- Almundo (Argentina)